# Selar (chi cá)
Selar là một chi cá trong họ Carangidae.

## Các loài
Hiện hành có hai loài được ghi nhận trong chi này:
- Selar boops (Cuvier, 1833) (Oxeye scad)
- Selar crumenophthalmus (Bloch, 1793) (Bigeye scad)